# Fagundes Varela (Rio Grande do Sul)
Fagundes Varela is een gemeente in de Braziliaanse deelstaat Rio Grande do Sul. De gemeente telt 2.607 inwoners (schatting 2009).

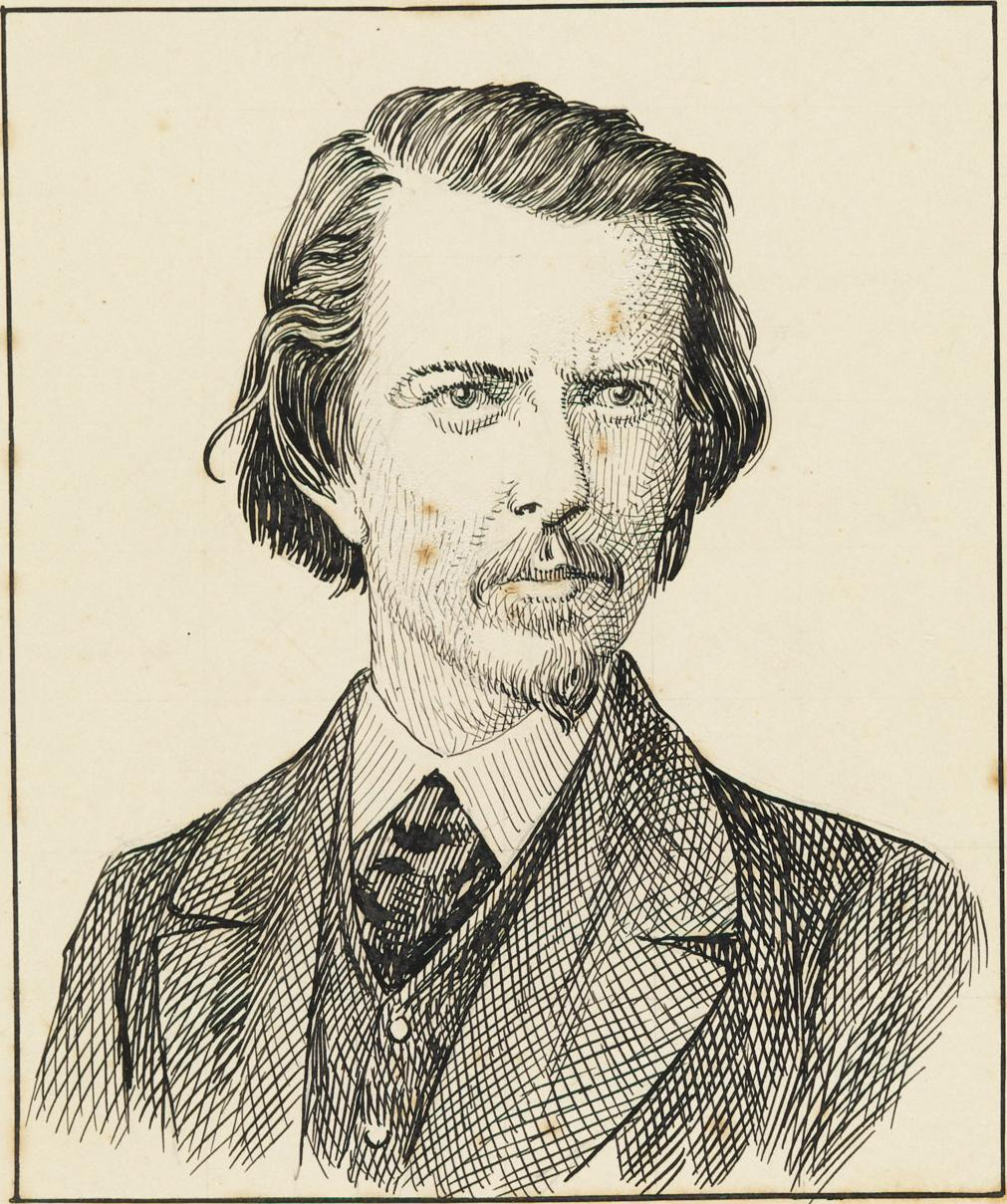
De dichter Fagundes Varela, naar wie de gemeente is vernoemd